# Lista zawodowych mistrzów świata wagi junior lekkiej w boksie
Waga junior lekka jest jedną z pierwszych kategorii boksu zawodowego. Została wprowadzona w roku 1920. Była uznawana do roku 1933. Ponownie została wprowadzona w roku 1959. Jej limit wynosi 130 funtów (59,0 kg).
Pierwszym bezdyskusyjnie uznawanym mistrzem świata był od roku 1921 Amerykanin Johnny Dundee. Do roku 1969 był jeden powszechnie uznawany mistrz świata. Po powstaniu nowych organizacji boksu zawodowego, każda uznaje swoich mistrzów świata i prowadzi własne listy bokserów ubiegających się o tytuł. Poniżej zestawiono mistrzów świata powszechnie uznanych oraz czterech podstawowych organizacji boksu zawodowego:
- World Boxing Association (WBA) powstała w roku 1962 na bazie istniejącej od 1921 roku National Boxing Association (NBA),
- World Boxing Council (WBC) założona w roku 1963,
- International Boxing Federation (IBF) założona w 1983,
- World Boxing Organization (WBO) założona w roku 1988.

| Zdobycie tytułu | Utrata tytułu        | Mistrz                  | Mistrz            | Organizacja             | Obrona tytułu |
| --- | -------------------- | ----------------------- | ----------------- | ----------------------- | ------------- |
| 18 listopada 1921 | 30 maja 1923         | Johnny Dundee           | Stany Zjednoczone | Uniwersalny             | 4             |
| Dundee został pierwszym mistrzem kategorii junior lekkiej po zwycięstwie nad George’em KO Chaneyem przez dyskwalifikację w 5 rundzie |                      |                         |                   |                         |               |
| 30 maja 1923 | 17 grudnia 1923      | Jack Bernstein          | Stany Zjednoczone | Uniwersalny             | 1             |
| 17 grudnia 1923 | 20 czerwca 1924      | Johnny Dundee           | Stany Zjednoczone | Uniwersalny             | 0             |
| 20 czerwca 1924 | 15 grudnia 1924      | Steve „Kid” Sullivan    | Stany Zjednoczone | Uniwersalny             | 2             |
| 15 grudnia 1924 | 2 grudnia 1925       | Mike Ballerino          | Stany Zjednoczone | Uniwersalny             | 3             |
| 2 grudnia 1925 | 20 grudnia 1929      | Tod Morgan              | Stany Zjednoczone | Uniwersalny             | 12            |
| 20 grudnia 1929 | 15 lipca 1931        | Benny Bass              | Stany Zjednoczone | Uniwersalny             | 2/3           |
| 15 lipca 1931 | 25 grudnia 1933      | Kid Chocolate           | Kuba              | Uniwerselny             | 7             |
| 25 grudnia 1933 | 1934                 | Frankie Klick           | Stany Zjednoczone | Uniwersalny             | 0             |
| Klick przeszedł do wyższej wagi a NBA zaprzestało nadawania tytułów w tej kategorii wagowej. |                      |                         |                   |                         |               |
| 20 lipca 1959 | 16 marca 1960        | Harold Gomes            | Stany Zjednoczone | Uniwersalny             | 0             |
| Po wznowieniu przez NBA nadawania tytułów w tej kategorii Gomes został pierwszym mistrzem pokonując Paula Jorgensena. |                      |                         |                   |                         |               |
| 16 marca 1960 | 15 czerwca 1967      | Flash Elorde            | Filipiny          | Uniwersalny (WBA i WBC) | 9             |
| 15 czerwca 1967 | 14 grudnia 1967      | Yoshiaki Numata         | Japonia           | WBA i WBC               | 0             |
| 14 grudnia 1967 | 19 stycznia 1969     | Hiroshi Kobayashi       | Japonia           | WBA i WBC               | 2             |
| Kobayashi został pozbawiony tytułu przez WBC za uchylanie się od walki pomimo podpisanej umowy z Rene Barrientosem. |                      |                         |                   |                         |               |
| 19 stycznia 1969 | 29 lipca 1971        | Hiroshi Kobayashi       | Japonia           | WBA                     | 4             |
| 15 lutego 1969 | 5 kwietnia 1970      | Rene Barrientos         | Filipiny          | WBC                     | 0             |
| Barrientos zdobył wakujący tytuł po pokonaniu Amerykanina Rubena Navarro. |                      |                         |                   |                         |               |
| 5 kwietnia 1970 | 10 października 1971 | Yoshiaki Numata         | Japonia           | WBC                     | 3             |
| 29 lipca 1971 | 25 kwietnia 1972     | Alfredo Marcano         | Wenezuela         | WBA                     | 1             |
| 10 października 1971 | 28 lutego 1974       | Ricardo Arredondo       | Meksyk            | WBC                     | 5             |
| 25 kwietnia 1972 | 12 marca 1973        | Ben Villaflor           | Filipiny          | WBA                     | 1             |
| 12 marca 1973 | 17 października 1973 | Kuniaki Shibata         | Japonia           | WBA                     | 1             |
| 17 października 1973 | 16 października 1976 | Ben Villaflor           | Filipiny          | WBA                     | 5             |
| 28 lutego 1974 | 5 lipca 1975         | Kuniaki Shibata         | Japonia           | WBC                     | 3             |
| 5 lipca 1975 | 28 stycznia 1978     | Alfredo Escalera        | Portoryko         | WBC                     | 10            |
| 16 października 1976 | 2 sierpnia 1980      | Samuel Serrano          | Portoryko         | WBA                     | 10            |
| 28 stycznia 1978 | 1980                 | Alexis Argüello         | Nikaragua         | WBC                     | 8             |
| Argüello pozostawił wakujący tytuł przechodząc do kategorii lekkiej. |                      |                         |                   |                         |               |
| 2 sierpnia 1980 | 9 kwietnia 1981      | Yasutsune Uehara        | Japonia           | WBA                     | 1             |
| 11 grudnia 1980 | 8 marca 1981         | Rafael Limón            | Meksyk            | WBC                     | 0             |
| 8 marca 1981 | 29 sierpnia 1981     | Cornelius Boza Edwards  | Uganda            | WBC                     | 1             |
| 9 kwietnia 1981 | 19 stycznia 1983     | Samuel Serrano          | Portoryko         | WBA                     | 3             |
| 29 sierpnia 1981 | 29 maja 1982         | Rolando Navarrete       | Filipiny          | WBC                     | 1             |
| 29 maja 1982 | 11 grudnia 1982      | Rafael Limón            | Meksyk            | WBC                     | 1             |
| 11 grudnia 1982 | czerwiec 1983        | Bobby Chacon            | Stany Zjednoczone | WBC                     | 1             |
| Chacon został pozbawiony tytułu po odmowie walki z Héctorem Camacho. |                      |                         |                   |                         |               |
| 19 stycznia 1983 | 26 lutego 1984       | Roger Mayweather        | Stany Zjednoczone | WBA                     | 2             |
| 7 sierpnia 1983 | 1984                 | Héctor Camacho          | Portoryko         | WBC                     | 1             |
| Camacho pozostawił wakujący tytuł przechodząc do kategorii lekkiej. |                      |                         |                   |                         |               |
| 26 lutego 1984 | 19 maja 1985         | Rocky Lockridge         | Stany Zjednoczone | WBA                     | 2             |
| 22 kwietnia 1984 | 15 lutego 1985       | Yuh Hwan-kil            | Korea Południowa  | IBF                     | 1             |
| 13 września 1984 | 1987                 | Julio César Chávez      | Meksyk            | WBC                     | 9             |
| Chávez pozostawił wakujący tytuł przechodząc do kategorii lekkiej. |                      |                         |                   |                         |               |
| 15 lutego 1985 | 12 lipca 1985        | Lester Ellis            | Australia         | IBF                     | 1             |
| 19 maja 1985 | 24 maja 1986         | Wilfredo Gómez          | Portoryko         | WBA                     | 0             |
| 12 lipca 1985 | 9 sierpnia 1987      | Barry Michael           | Australia         | IBF                     | 3             |
| 24 maja 1986 | 27 września 1986     | Alfredo Layne           | Panama            | WBA                     | 0             |
| 27 września 1986 | 1991                 | Brian Mitchell          | Południowa Afryka | WBA                     | 12            |
| Mitchell zremisował pojedynek unifikacyjny z mistrzem IBF Tony Lopezem a po decyzji o pojedynku rewanżowym został pozbawiony tytułu WBA. |                      |                         |                   |                         |               |
| 9 sierpnia 1987 | 23 lipca 1988        | Rocky Lockridge         | Stany Zjednoczone | IBF                     | 2             |
| 29 lutego 1988 | 7 maja 1994          | Azumah Nelson           | Ghana             | WBC                     | 10            |
| 23 lipca 1988 | 7 października 1989  | Tony Lopez              | Stany Zjednoczone | IBF                     | 3             |
| 29 kwietnia 1989 | 1989                 | John John Molina        | Portoryko         | WBO                     | 0             |
| Molina został pierwszym mistrzem organizacji WBO po zwycięstwie nad Juanem La Porte. Pozostawił tytuł wakujący przystępując do pojedynku z Tony Lopezem o pas IBF. |                      |                         |                   |                         |               |
| 7 października 1989 | 20 maja 1990         | John John Molina        | Portoryko         | IBF                     | 1             |
| 9 grudnia 1989 | 21 marca 1992        | Kamel Bou Ali           | Tunezja           | WBO                     | 2             |
| 20 maja 1990 | 13 września 1991     | Tony Lopez              | Stany Zjednoczone | IBF                     | 3             |
| 28 czerwca 1991 | 1991                 | Joey Gamache            | Stany Zjednoczone | WBA                     | 0             |
| Gamache zdobył wakujący tytuł po zwycięstwie nad Jerry Ngobeni przez TKO w 10r. Pozostawił wakujący tytuł przechodząc do wyższej kategorii. |                      |                         |                   |                         |               |
| 13 września 1991 | 1991                 | Brian Mitchell          | Południowa Afryka | IBF                     | 0             |
| Mitchell pozostawił wakujący tytuł po ogłoszeniu zakończenia kariery. |                      |                         |                   |                         |               |
| 22 listopada 1991 | kwiecień 1995        | Genaro Hernandez        | Stany Zjednoczone | WBA                     | 8             |
| Hernandez zdobył wakujący tytuł po pokonaniu Daniela Londasa przez TKO w 9r. Zrezygnował z tytułu przystępując do walki z Oscarem de la Hoyą o tytuł WBO w wadze lekkiej. |                      |                         |                   |                         |               |
| 22 lutego 1992 | 1995                 | John John Molina        | Portoryko         | IBF                     | 7             |
| Molina pozostawił wakujący tytuł przechodząc do kategorii lekkiej. |                      |                         |                   |                         |               |
| 21 marca 1992 | 4 września 1992      | Daniel Londas           | Francja           | WBO                     | 0             |
| 4 września 1992 | 5 marca 1994         | Jimmi Bredahl           | Dania             | WBO                     | 1             |
| 5 marca 1994 | 1994                 | Óscar de la Hoya        | Stany Zjednoczone | WBO                     | 1             |
| De la Hoya pozostawił wakujący tytuł przechodząc do kategorii lekkiej. |                      |                         |                   |                         |               |
| 7 maja 1994 | 17 września 1994     | Jesse James Leija       | Stany Zjednoczone | WBC                     | 0             |
| 17 września 1994 | 1 grudnia 1995       | Gabriel Ruelas          | Meksyk            | WBC                     | 2             |
| 24 września 1994 | styczeń 1997         | Regilio Tuur            | Holandia          | WBO                     | 6             |
| Tuur zdobył wakujący tytuł pokonując Eugene Speeda. Pozostawił wakujący tytuł ogłaszając 16 stycznia 1997 zakończenie kariery. |                      |                         |                   |                         |               |
| 22 kwietnia 1995 | 9 lipca 1995         | Eddie Hopson            | Stany Zjednoczone | IBF                     | 0             |
| 9 lipca 1995 | 15 grudnia 1995      | Tracy Harris Patterson  | Stany Zjednoczone | IBF                     | 0             |
| 21 października 1995 | 5 września 1998      | Choi Yong-soo           | Korea Południowa  | WBA                     | 7             |
| 1 grudnia 1995 | 22 marca 1997        | Azumah Nelson           | Ghana             | WBC                     | 1             |
| 15 grudnia 1995 | 1998                 | Arturo Gatti            | Kanada            | IBF                     | 3             |
| Gatti pozostawił wakujący tytuł przechodząc do kategorii lekkiej. |                      |                         |                   |                         |               |
| 22 marca 1997 | 3 października 1998  | Genaro Hernandez        | Stany Zjednoczone | WBC                     | 3             |
| 19 grudnia 1997 | 1998                 | Barry Jones             | Wielka Brytania   | WBO                     | 0             |
| Jones zdobył wakujący tytuł po zwycięstwie nad Wilsonem Palacio. Pozostawił wakujący tytuł nie mogąc przystąpić do jego obrony ze względów zdrowotnych. |                      |                         |                   |                         |               |
| 13 marca 1998 | 23 października 1999 | Roberto García          | Stany Zjednoczone | IBF                     | 2             |
| 16 maja 1998 | 7 sierpnia 1999      | Anatolij Aleksandrow    | Kazachstan        | WBO                     | 1             |
| 5 września 1998 | 27 czerwca 1999      | Takanori Hatakeyama     | Japonia           | WBA                     | 1             |
| 3 października 1998 | 2002                 | Floyd Mayweather Jr.    | Stany Zjednoczone | WBC                     | 8             |
| Mayweather pozostawił wakujący tytuł zdobywając pas WBC w wadze lekkiej po zwycięstwie 20 kwietnia 2002 nad Jose Luis Castillo. |                      |                         |                   |                         |               |
| 27 czerwca 1999 | 31 października 1999 | Lakva Sim               | Mongolia          | WBA                     | 0             |
| 7 sierpnia 1999 | 12 stycznia 2002     | Acelino Freitas         | Brazylia          | WBO                     | 7             |
| 23 października 1999 | październik 2000     | Diego Corrales          | Stany Zjednoczone | IBF                     | 3             |
| Corrales pozostawił wakujący tytuł po zwycięstwie nad Angelem Manfredym 2 września 2000 zamierzając ubiegać się o pas WBC należący do Floyda Mayweathera Jr. |                      |                         |                   |                         |               |
| 31 października 1999 | 21 maja 2000         | Baek Jong-kwon          | Korea Południowa  | WBA                     | 1             |
| 21 maja 2000 | 12 stycznia 2002     | Joel Casamayor          | Kuba              | WBA                     | 4             |
| 3 grudnia 2000 | 17 sierpnia 2002     | Steve Forbes            | Stany Zjednoczone | IBF                     | 1             |
| Forbes pozbawiony został tytułu w przeddzień walki z Davidem Santosem nie mogąc utrzymać limitu wagi. |                      |                         |                   |                         |               |
| 12 stycznia 2002 | 15 stycznia 2004     | Acelino Freitas         | Brazylia          | WBA & WBO               | 3             |
| Freitas zrezygnował z tytułów zdobywając 3 stycznia 2004, po zwycięstwie nad Arturem Grigorianem, pas WBO w wadze lekkiej. |                      |                         |                   |                         |               |
| 24 sierpnia 2002 | 15 sierpnia 2003     | Sirimongkol Singwangcha | Tajlandia         | WBC                     | 1             |
| 1 lutego 2003 | 31 lipca 2004        | Carlos Hernández        | Stany Zjednoczone | IBF                     | 1             |
| 15 sierpnia 2003 | 28 lutego 2004       | Jesús Chávez            | Meksyk            | WBC                     | 0             |
| 15 stycznia 2004 | 30 kwietnia 2005     | Yodsanan Sor Nanthachai | Tajlandia         | WBA                     | 2             |
| 28 lutego 2004 | 31 lipca 2004        | Érik Morales            | Meksyk            | WBC                     | 1             |
| 6 marca 2004 | 2004                 | Diego Corrales          | Stany Zjednoczone | WBO                     | 0             |
| Corrales pozostawił wakujący tytuł przechodząc do kategorii lekkiej. |                      |                         |                   |                         |               |
| 15 lipca 2004 | 8 kwietnia 2005      | Mike Anchondo           | Stany Zjednoczone | WBO                     | 0             |
| Anchondo zdobył wakujący tytuł po zwycięstwie nad Julio Pablo Chaconem. |                      |                         |                   |                         |               |
| 31 lipca 2004 | 2004                 | Érik Morales            | Meksyk            | WBC & IBF               | 0             |
| Morales decydując się na obronę tytułu WBC z Marco Antonio Barrerą zrezygnował z tytułu organizacji IBF, której oficjalnym pretendentem był Robbie Peden. |                      |                         |                   |                         |               |
| sierpień 2004 | 27 listopada 2004    | Érik Morales            | Meksyk            | WBC                     | 1             |
| 27 listopada 2004 | 17 września 2005     | Marco Antonio Barrera   | Meksyk            | WBC                     | 2             |
| 23 stycznia 2005 | 17 września 2005     | Robbie Peden            | Australia         | IBF                     | 0             |
| 8 kwietnia 2005 | 15 września 2006     | Jorge Rodrigo Barrios   | Argentyna         | WBO                     | 2             |
| Barrios został pozbawiony tytułu w przeddzień walki z Joan Guzmánem nie mogąc utrzymać limitu wagi. |                      |                         |                   |                         |               |
| 30 kwietnia 2005 | 5 sierpnia 2006      | Vicente Mosquera        | Panama            | WBA                     | 1             |
| 17 września 2005 | 2006                 | Marco Antonio Barrera   | Meksyk            | WBC i IBF               | 0             |
| Barrera został pozbawiony tytułu IBF. |                      |                         |                   |                         |               |
| 2006 | 17 marca 2007        | Marco Antonio Barrera   | Meksyk            | WBC                     | 2             |
| 31 maja 2006 | 29 lipca 2006        | Cassius Baloyi          | Południowa Afryka | IBF                     | 0             |
| 29 lipca 2006 | 4 listopada 2006     | Gairy St. Clair         | Australia         | IBF                     | 0             |
| 5 sierpnia 2006 | wrzesień 2008        | Edwin Valero            | Wenezuela         | WBA                     | 4             |
| Valero zrezygnował z tytułu przechodząc do wagi lekkiej. |                      |                         |                   |                         |               |
| 16 września 2006 | maj 2008             | Joan Guzmán             | Dominikana        | WBO                     | 2             |
| Guzman zdobył tytuł pokonując Jorge Rodrigo Barriosa, który stracił go przed walką nie mogąc dotrzymać limitu wagowego. Pozostawił wakujący tytuł przenosząc się do wyższej kategorii.                                                                                            |                      |                         |                   |                         |               |
| 4 listopada 2006 | 20 kwietnia 2007     | Malcolm Klassen         | Południowa Afryka | IBF                     | 0             |
| 17 marca 2007 | 15 marca 2008        | Juan Manuel Márquez     | Meksyk            | WBC                     | 1             |
| 20 kwietnia 2007 | 12 kwietnia 2008     | Mzonke Fana             | Południowa Afryka | IBF                     | 1             |
| 15 marca 2008 | lipiec 2008          | Manny Pacquiao          | Filipiny          | WBC                     | 0             |
| Pacquiao pozostawił wakujący tytuł po pokonaniu 28 czerwca Davida Diaza i zostaniu mistrzem WBC w kategorii lekkiej. |                      |                         |                   |                         |               |
| 12 kwietnia 2008 | 18 kwietnia 2009     | Cassius Baloyi          | Południowa Afryka | IBF                     | 1             |
| 15 maja 2008 | 6 września 2008      | Alex Arthur             | Wielka Brytania   | WBO                     | 0             |
| 6 września 2008 | 14 marca 2009        | Nicky Cook              | Wielka Brytania   | WBO                     | 0             |
| 28 listopada 2008 | 10 października 2009 | Jorge Linares           | Wenezuela         | WBA                     | 1             |
| 20 grudnia 2008 | marzec 2010          | Humberto Soto           | Meksyk            | WBC                     | 3             |
| Soto zdobył wakujący tytuł pokonując Francisco Lorenzo (Dominikana). Pozostawił wakujący tytuł po zdobyciu pasa mistrzowskiego w wadze lekkiej. |                      |                         |                   |                         |               |
| 14 marca 2009 | 4 września 2010      | Román Martínez          | Portoryko         | WBO                     | 2             |
| 18 kwietnia 2009 | 22 sierpnia 2009     | Malcolm Klassen         | Południowa Afryka | IBF                     | 0             |
| 22 sierpnia 2009 | luty 2010            | Robert Guerrero         | Stany Zjednoczone | IBF                     | 0             |
| Guerrero pozostawił wakujący tytuł przechodząc do wyższej kategorii. |                      |                         |                   |                         |               |
| 10 października 2009 | 11 stycznia 2010     | Juan Carlos Salgado     | Meksyk            | WBA                     | 0             |
| 11 stycznia 2010 | 21 lutego 2015       | Takashi Uchiyama        | Japonia           | WBA                     | 9             |
| Uchiyama został 21 lutego 2015 promowany do rangi supermistrza WBA. |                      |                         |                   |                         |               |
| 22 maja 2010 | 26 listopada 2010    | Vitali Tajbert          | Niemcy            | WBC                     | 0             |
| 1 września 2010 | maj 2011             | Mzonke Fana             | Południowa Afryka | IBF                     | 0             |
| Fana został pozbawiony tytułu za odmowę pojedynku z pretendentem Argenisem Mendezem z Dominikany. |                      |                         |                   |                         |               |
| 4 września 2010 | wrzesień 2011        | Ricky Burns             | Wielka Brytania   | WBO                     | 3             |
| Burns pozostawił wakujący tytuł przechodząc do kategorii lekkiej. |                      |                         |                   |                         |               |
| 26 listopada 2010 | 27 października 2012 | Takahiro Aō             | Japonia           | WBC                     | 3             |
| 10 września 2011 | 9 marca 2013         | Juan Carlos Salgado     | Meksyk            | IBF                     | 3             |
| Salgado zdobył wakujący tytuł zwyciężając Argenisa Mendeza z Dominikany. |                      |                         |                   |                         |               |
| 26 listopada 2011 | 20 lipca 2012        | Adrien Broner           | Stany Zjednoczone | WBO                     | 1             |
| Broner zdobył wakujący tytuł nokautując w trzeciej rundzie Argentyńczyka Vincente Martina Rodrigueza. Został pozbawiony tytułu za niedotrzymanie limitu wagowego w przeddzień pojedynku z Amerykaninem Vincente Escobarem, który wygrał przez techniczny nokaut w piątej rundzie. |                      |                         |                   |                         |               |
| 15 września 2012 | 9 listopada 2013     | Román Martínez          | Portoryko         | WBO                     | 2             |
| Martínez zdobył wakujący tytuł, pokonując na punkty Miguela Beltrana Jr'a |                      |                         |                   |                         |               |
| 27 października 2012 | 8 kwietnia 2013      | Gamaliel Díaz           | Meksyk            | WBC                     | 0             |
| 9 marca 2013 | 10 lipca 2014        | Argenis Mendez          | Dominikana        | IBF                     | 2             |
| 8 kwietnia 2013 | Nadal                | Takashi Miura           | Japonia           | WBC                     | 4             |
| 9 listopada 2013 | 14 października 2014 | Miguel Ángel García     | Stany Zjednoczone | WBO                     | 1             |
| García zrezygnował z tytułu mistrzowskiego WBO w październiku 2014. |                      |                         |                   |                         |               |
| 10 lipca 2014 | 10 lutego 2015       | Rances Barthelemy       | Kuba              | IBF                     | 1             |
| Barthelemy zrezygnował z tytułu mistrzowskiego IBF w lutym 2015. |                      |                         |                   |                         |               |
| 14 października 2014 | 11 kwietnia 2015     | Orlando Salido          | Meksyk            | WBO                     | 0             |
| Salido był mistrzem tymczasowym WBO od 20 września 2014, po pokonaniu Terdsaka Kokietgyma przez nokaut w 11. rundzie. Po rezygnacji Miguela Ángela Garcíi z tytułu został regularnym mistrzem WBO.                                                                                |                      |                         |                   |                         |               |
| 21 lutego 2015 | Nadal                | Takashi Uchiyama        | Japonia           | WBA Super               | 1             |
| 11 kwietnia 2015 | Nadal                | Román Martínez          | Portoryko         | WBO                     | 0             |
| 29 maja 2015 | Nadal                | Javier Fortuna          | Dominikana        | WBA                     | 0             |
| Fortuna zdobył tytuł wakujący po promocji Uchiyamy do szczebla supermistrza po pokonaniu Bryana Vázqueza. |                      |                         |                   |                         |               |
| 13 czerwca 2015 | Nadal                | José Pedraza            | Portoryko         | IBF                     | 0             |
| Pedraza zdobył wakujący tytuł po pokonaniu Andrieja Klimowa. |                      |                         |                   |                         |               |